# Liman Amurski
Liman Amurski (ros. Аму́рский лима́н) – liman rzeki Amur, północna część Cieśniny Tatarskiej. Jego powierzchnia wynosi 4205 km², a średnia głębokość 5 m. Od listopada do maja jest pokryty lodem.